# 拿破崙炸藥
《拿破崙炸藥》（英語：Napoleon Dynamite），2004年出品的美國獨立電影，由Jared Hess導演，Jared Hess和Jerusha Hess編劇，Jon Heder主演。敘述一位名叫拿破崙的高中生與他周圍的親友，在家庭生活與學校生活裡，所遇到的一連串趣事。這是Jared Hess第一部執導的長片，部份內容改編自他之前的短片《Peluca》。
此片在2003年夏季於愛達荷州的普雷斯頓拍攝，並在2004年1月在日舞影展首映，2004年6月在美國本土做小規模的上映，接著在2004年8月盛大上映。美國本土的票房是4450萬美金，由於此片的成本為40萬美金，因此可說是非常成功。

## 外部連結
- 官方網站 （页面存档备份，存于）（英文）
- 台灣truemovie簡介 （页面存档备份，存于）